# یواس‌اس ال‌اس‌تی-۵۹
یواس‌اس ال‌اس‌تی-۵۹ (به انگلیسی: USS LST-59) یک کشتی بود که طول آن ۳۲۸ فوت (۱۰۰ متر) بود. این کشتی در سال ۱۹۴۳ ساخته شد.